# Gorgora
12° 14′ N, 37° 18′ L

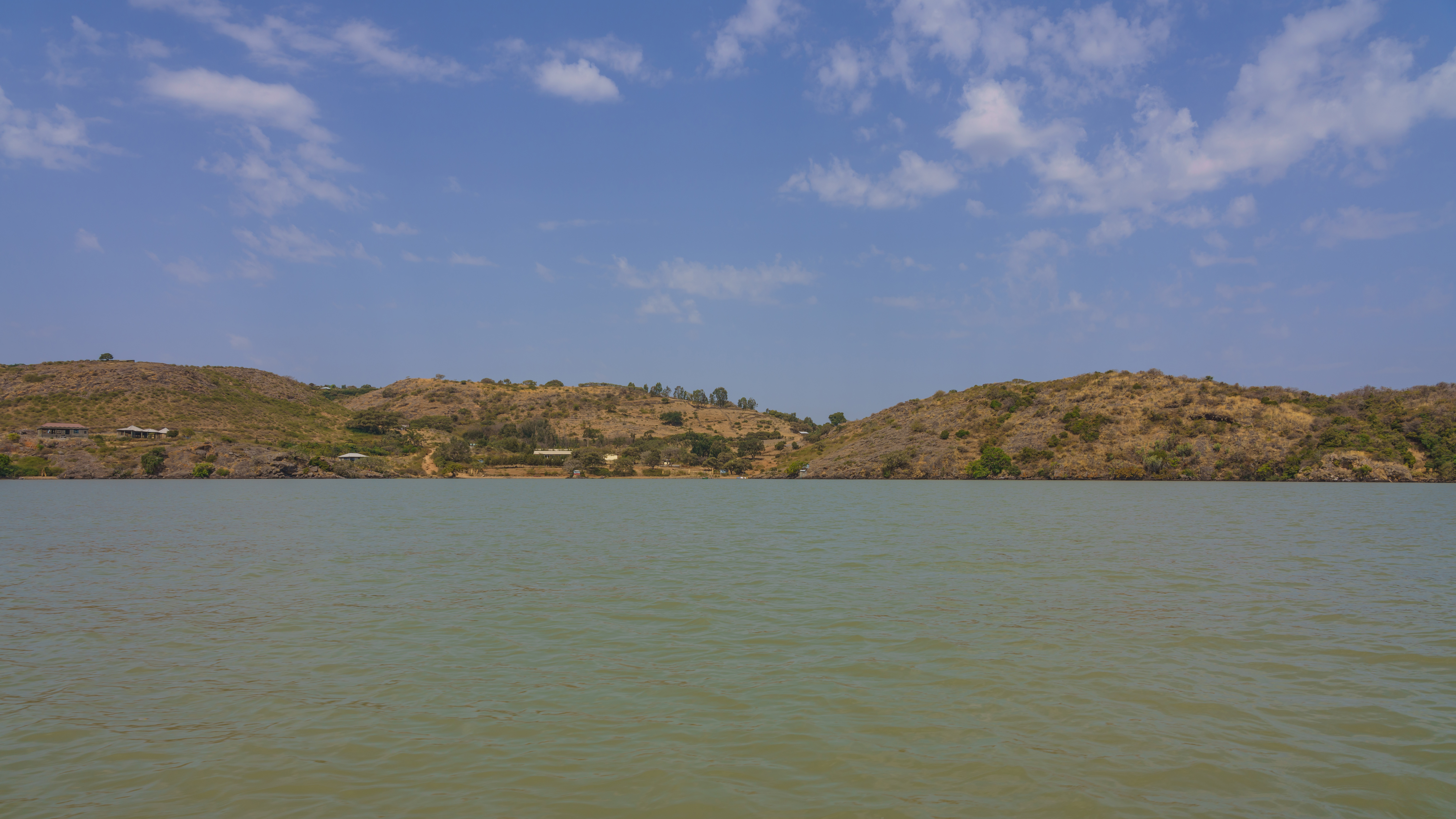

Gorgora (Ge'ez: ጎርጎራ Gōrgōrā) é uma cidade e península no noroeste da Etiópia, situada a sul da cidade de Gondar, na margem norte do Lago Tana, na região de Dambiá, a mais de 1800 metros de altitude.
Cerca de 11 km a oés-sudoeste de Gorgora, em Gorgora Nova, os missionários jesuítas portugueses que se estabeleceram na região durante o reinado do imperador Suzeniôs, fizeram erguer, no início do século XVII, sob a direção de Pero Pais uma imponente igreja católica de nave única, ao estilo barroco.